# Pobjeda
Pobjeda è un quotidiano montenegrino fondato a Nikšić nel 1944. Pubblicato da 75 anni, è il più antico quotidiano montenegrino ancora in circolazione.

## Storia
Il giornale fu pubblicato per la prima volta il 24 ottobre 1944 a Nikšić dal Fronte nazionale di Liberazione del Montenegro (in montenegrino: Narodnooslobodilački front Crne Gore). Dopo tre edizioni iniziò ad essere pubblicato a Cettigne poi, nel 1954, la sede fu trasferita a Titograd. Inizialmente bisettimanale, dal 1º gennaio 1975 è diventato un quotidiano.
Per molti decenni nella Repubblica Federale di Jugoslavia, Pobjeda venne venduto nelle edicole di Belgrado, Zagabria, Sarajevo, Spalato e altre grandi città in Bosnia ed Erzegovina, Croazia, Macedonia, Serbia e Slovenia.
Fino al 1997 Pobjeda fu l'unico periodico pubblicato in Montenegro, ma a partire da quell'anno la concorrenza di nuovi quotidiani, insieme alla complessa e talvolta caotica situazione dei media in Montenegro, resero la testata finanziariamente vulnerabile, causando il fallimento della società.
Pobjeda venne privatizzato nel dicembre 2014 e ora è di proprietà del gruppo Media Nea. Per la prima volta, nel 2015, la società fu inserita nella "lista bianca dei contribuenti" dell'autorità fiscale statale, registrando un utile per la prima volta nella sua storia.
Tra i più importanti giornalisti che scrissero per il quotidiano nel corso degli anni troviamo lo scrittore montenegrino Marko Vešović. Il 21 maggio 2010 il giornale abbandonò l'uso dell'alfabeto cirillico a favore di quello latino.